# Чернетчина (Днепропетровская область)
Чернетчина (укр. Чернеччина) — село,
Чернетчинский сельский совет,
Магдалиновский район,
Днепропетровская область,
Украина.
Код КОАТУУ — 1222387201. Население по переписи 2001 года составляло 1077 человек.
Является административным центром Чернетчинского сельского совета, в который, кроме того, входит село
Мусиенково.

## Географическое положение
Село Чернетчина находится на правом берегу реки Заплавка и канала Днепр — Донбасс,
выше по течению реки примыкает село Мусиенково,
на противоположном берегу — село Гупаловка.
Рядом протекает река Орель, которая в этом месте извилистая, образует лиманы, старицы и заболоченные озёра.
Через село проходит автомобильная дорога Т-0412.

## Экономика
- «Приорыльский», кооператив.
- «Аграрник», ЧП.
- Детский оздоровительный лагерь «Радха».
- Детский оздоровительный лагерь «Радуга».

## Объекты социальной сферы
- Школа;
- Детский садик;
- Дом культуры;
- Почтовое отделение «Укрпочты»;
- Отделение «Новой почты»;
- Церковь.